# Banitsa (Stroumitsa)
Pour les articles homonymes, voir Banitsa.
Banitsa (en macédonien Баница) est un village du sud-est de la Macédoine du Nord, situé dans la municipalité de Stroumitsa. Le village comptait 1137 habitants en 2002.

## Démographie
Lors du recensement de 2002, le village comptait :
- Macédoniens : 1 135
- Serbes : 1
- Autres : 1